# Malaxis tepicana
Malaxis tepicana är en orkidéart som beskrevs av Oakes Ames. Malaxis tepicana ingår i släktet knottblomstersläktet, och familjen orkidéer. Inga underarter finns listade i Catalogue of Life.